# Ligne Hakubi
 (décembre 2018).
Si vous disposez d'ouvrages ou d'articles de référence ou si vous connaissez des sites web de qualité traitant du thème abordé ici, merci de compléter l'article en donnant les références utiles à sa vérifiabilité et en les liant à la section « Notes et références ».
La ligne Hakubi (伯備線, Hakubi-sen) est une ligne ferroviaire de la compagnie JR West, située dans la région de Chūgoku au Japon. Elle relie la gare de Kurashiki dans la préfecture d'Okayama à la gare de Hōki-Daisen dans la préfecture de Tottori. La ligne est aussi parcourue par des services fret de la JR Freight, et les trains de la compagnie Ibara Railway entre Kiyone et Sōja.

## Histoire[1]
La première section de la ligne, initialement appelée ligne Hakubihoku (伯備北線, "Ligne Hakubi nord"), ouvre entre Hōki-Mizoguchi et Hōki-Daisen le 10 août 1919. Entre 1922 et 1926, la ligne est prolongée par étape vers le sud jusqu'à Ashidachi.
La ligne Hakubinan (伯備南線, "Ligne Hakubi sud") ouvre entre Shisawa (aujourd'hui Gōkei) et Kurashiki le 17 février 1925. La ligne est ensuite prolongée à Bitchū-Kawamo en 1927 et la jonction avec la partie nord est effectuée le 28 octobre 1928. La ligne prend alors son nom actuel.

## Caractéristiques

### Ligne
- Longueur : 138,4 km
- Ecartement : 1 067 mm
- Alimentation : 1 500 V par caténaire

### Services et interconnexions
La ligne est empruntée par des trains locaux (omnibus) et par les trains express suivants :
- Yakumo (Okayama - Matsue - Izumoshi)
- Sunrise Izumo (Tokyo - Izumoshi)

A Kurashiki, la plupart des trains continuent sur la ligne principale Sanyō jusqu'à Okayama. A Hōki-Daisen, les trains continuent sur la ligne principale San'in jusqu'à Yonago.
Les trains de la ligne Geibi empruntent la ligne entre Bitchū-Kōjiro et Niimi.

### Liste des gares

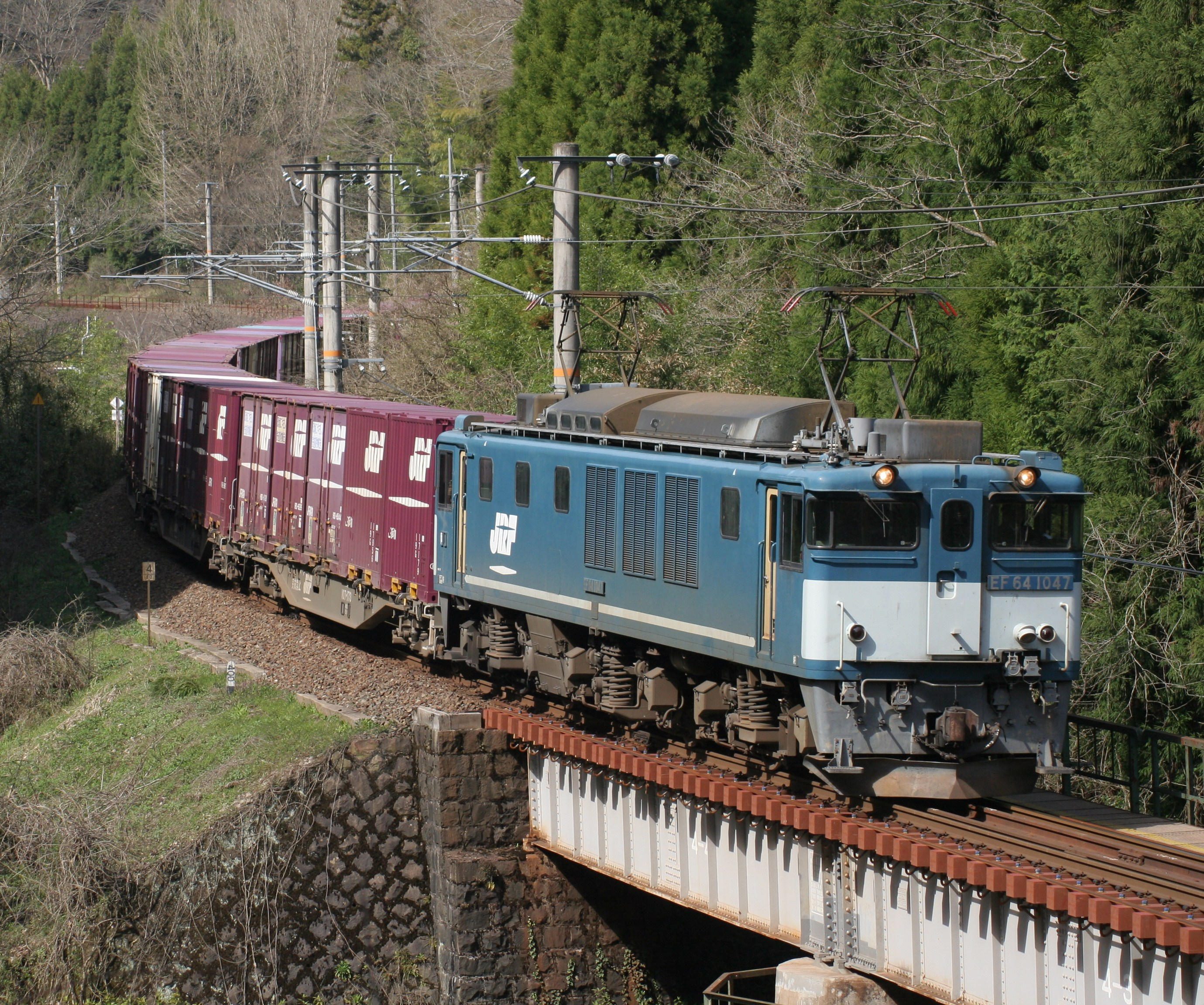
La ligne à Niimo

### Liste des gares[2]
| Numéro | Gare             | Nom japonais | Distance depuis Kurashiki (km) | Correspondances                                                                         | Localisation | Localisation          |
| ------ | ---------------- | ------------ | ------------------------------ | --------------------------------------------------------------------------------------- | ------------ | --------------------- |
| JR-V05 | Kurashiki        | 倉敷         | 0                              | JR West : Sanyō (interconnexion) Mizushima Rinkai Railway : Mizushima (à Kurashiki-shi) | Kurashiki    | Préfecture d'Okayama  |
| JR-V06 | Kiyone           | 清音         | 7,3                            | Ibara Railway : Ibara                                                                   | Sōja         | Préfecture d'Okayama  |
| JR-V07 | Sōja             | 総社         | 10,7                           | JR West : Kibi Ibara Railway : Ibara                                                    | Sōja         | Préfecture d'Okayama  |
| JR-V08 | Gōkei            | 豪渓         | 15,3                           |                                                                                         | Sōja         | Préfecture d'Okayama  |
| JR-V09 | Hiwa             | 日羽         | 19,0                           |                                                                                         | Sōja         | Préfecture d'Okayama  |
| JR-V10 | Minagi           | 美袋         | 22,7                           |                                                                                         | Sōja         | Préfecture d'Okayama  |
| JR-V11 | Bitchū-Hirose    | 備中広瀬     | 29,6                           |                                                                                         | Takahashi    | Préfecture d'Okayama  |
| JR-V12 | Bitchū-Takahashi | 備中高梁     | 34,0                           |                                                                                         | Takahashi    | Préfecture d'Okayama  |
| JR-V13 | Kinoyama         | 木野山       | 38,8                           |                                                                                         | Takahashi    | Préfecture d'Okayama  |
| JR-V14 | Bitchū-Kawamo    | 備中川面     | 42,7                           |                                                                                         | Takahashi    | Préfecture d'Okayama  |
| JR-V15 | Hōkoku           | 方谷         | 47,4                           |                                                                                         | Takahashi    | Préfecture d'Okayama  |
| JR-V16 | Ikura            | 井倉         | 55,2                           |                                                                                         | Niimi        | Préfecture d'Okayama  |
| JR-V17 | Ishiga (ja)      | 石蟹         | 59,7                           |                                                                                         | Niimi        | Préfecture d'Okayama  |
| JR-V18 | Niimi            | 新見         | 64,4                           | JR West : Kishin                                                                        | Niimi        | Préfecture d'Okayama  |
|        | Nunohara         | 布原         | 68,3                           |                                                                                         | Niimi        | Préfecture d'Okayama  |
|        | Bitchū-Kōjiro    | 備中神代     | 70,8                           | JR West : Geibi (interconnexion)                                                        | Niimi        | Préfecture d'Okayama  |
|        | Ashidachi        | 足立         | 77,0                           |                                                                                         | Niimi        | Préfecture d'Okayama  |
|        | Niizato          | 新郷         | 82,8                           |                                                                                         | Niimi        | Préfecture d'Okayama  |
|        | Kami-Iwami       | 上石見       | 86,7                           |                                                                                         | Nichinan     | Préfecture de Tottori |
|        | Shōyama          | 生山         | 95,4                           |                                                                                         | Nichinan     | Préfecture de Tottori |
|        | Kamisuge         | 上菅         | 98,9                           |                                                                                         | Hino         | Préfecture de Tottori |
|        | Kurosaka         | 黒坂         | 103,7                          |                                                                                         | Hino         | Préfecture de Tottori |
|        | Neu              | 根雨         | 111,3                          |                                                                                         | Hino         | Préfecture de Tottori |
|        | Muko             | 武庫         | 116,0                          |                                                                                         | Kōfu         | Préfecture de Tottori |
|        | Ebi              | 江尾         | 118,1                          |                                                                                         | Kōfu         | Préfecture de Tottori |
|        | Hōki-Mizoguchi   | 伯耆溝口     | 127,3                          |                                                                                         | Hōki         | Préfecture de Tottori |
|        | Kishimoto        | 岸本         | 132,3                          |                                                                                         | Hōki         | Préfecture de Tottori |
|        | Hōki-Daisen      | 伯耆大山     | 138,4                          | JR West : San'in (interconnexion)                                                       | Yonago       | Préfecture de Tottori |